# Dodda Bhoganahalli, Pandavapura
Dodda Bhoganahalli là một làng thuộc tehsil Pandavapura, huyện Mandya, bang Karnataka, Ấn Độ.